# Magyar Numizmatikai Társulat
A Magyar Numizmatikai Társulat nevű tudományos célú civil szervezetet 1901-ben alapították azzal a céllal, hogy összefogja a magyar numizmatika művelőit. Folyóirata a Numizmatikai Közlöny.

## Története
A pénztörténet iránt érdeklődő szakmai és laikus közeget összefogó társulat megalapításának ötlete 1901. május 7-én a budapesti Balaton kávéházban született meg Nuber Károly, Pákozdy Károly, Szemlér Mihály, Szivák Imre és Zimmermann Lajos között. A gyűjtők és érdeklődők felé egy újsághirdetéssel nyitottak, míg szakmai oldalról a Magyar Nemzeti Múzeum Érem- és Régiségtárának két tisztviselőjét, Gohl Ödönt és Réthy Lászlót nyerték meg ügyüknek.
1901. május 14-én a Magyar Tudományos Akadémia első emeleti kis tanácstermében 17 fő részvételével megtartották az alakuló közgyűlést. Ebben az évben indult a társulat azóta is létező szakfolyóirata, a Numizmatikai Közlöny is.
Az első (baráti) összejövetelt 1902. december 18-án tartották az István Főherceg Szálloda egyik különtermében, majd a sikerre való tekintettel rendszeressé vált minden hónap utolsó csütörtökjén (július-augusztus kivételével). ezekhez sokszor közös vacsora is társult. Az egyesület keretében ismeretterjesztő céllal felolvasóesteket-előadásokat kezdtek tartani, 1904. február 5-én szervezték meg az elsőt.
1903-tól kezdve társulati kirándulásokat szerveztek (1903 Aquincum, 1907 Körmöcbánya, Balassagyarmat, Debrecen, Eger, Miskolc, Nyitra, Pannonhalma, Szeged, Szentendre, Vác, Esztergom, Székesfehérvár, Győr), melyeken kapcsolatot tartottak a helyi gyűjtőkkel és megtekintették a helyi közgyűjteményeket.
A társulatnak 1907-től volt állandó székhelye. Eleinte a Budapest negyedik kerületében található Kaplony u. 7. II. emelet 13. sz. alatti lakást bérelte, majd 1910-től átköltözött a nyolcadik kerületi Csepreghy u. 4. II. emelet 15. sz. lakásba. Ezt a bérletet Walla József, az egyik alapító tag ajánlotta fel a társulatnak. Jelenleg is ez a bérház ad otthont a társulatnak. Az önálló székhely megszerzésétől kezdve havonta két alkalommal gyűltek össze a társulat tagjai.
1917-től a háborús években a társulat nem rendelkezett elég anyagi erőforrással a szén beszerzéshez, így a gyűléseket a tagok lakásán bonyolították le, a nyári hónapokat leszámítva, a közös vacsorák pedig elmaradtak.
A társulat részt vett az új magyar fizetőeszköz, a pengő bevezetésében, biztosítva a numizmatikai hátteret. 1929-tól szorgalmazta a pengőrendszer keretében az emlékpénzek kibocsátását, részt vett a pályázatok megtervezésében, elbírálásában.
1934-ben az Országos Magyar Iparművészeti Társulat sorsjátékán a Társulat egy ezüstserleget nyert, melyet Társulat emlékserlegének neveztek ki. 1934 novembere óta minden ősszel egy díszvacsora keretében ezzel mondanak pohárköszöntőt egy elhunyt tagtárs emlékére. A második világháború során az eredeti serleg eltűnt, és 1946-ban pótólták a ma is használatos példánnyal.
1944-től a légoltalmi veszély miatt a társulat szüneteltette működését.
1951-től Éremtani szakosztályként összeolvadt a Magyar Régészeti és Művészettörténeti Társulattal, új nevet és szervezeti struktúrát kapott. Az új szervezet neve Magyar Régészeti Művészettörténeti és Éremtani Társulat lett, amely 1970-ig foglalta magában az egykori Magyar Numizmatikai Társulatot.
1970. május 20-án ismét önállósult a Magyar Numizmatikai Társulat.
1999-ben kivált a Magyar Tudományos Akadémiából, és önálló, közhasznú szervezetté nyilvánították.

### A Társulat vezetői

#### A Társulat elnökei (1902–1950)
| Hivatali ideje | Elnök                          |
| -------------- | ------------------------------ |
| 1901 – 1902    | Szivák Imre (ideiglenes elnök) |
| 1902 – 1914    | Réthy László                   |
| 1915 – 1921    | Kilényi Hugó                   |
| 1921 – 1927    | Gohl Ödön                      |
| 1927 – 1945    | Zimmermann Lajos               |
| 1946 – 1950    | Soltész Elemér                 |

#### Az Éremtani Szakosztály titkárai (1951–1970)
| Hivatali ideje | Titkár          |
| -------------- | --------------- |
| 1951 – 1968    | Huszár Lajos    |
| 1968 – 1969    | id. Kupa Mihály |

#### A Társulat elnökei (1970–)
| Hivatali ideje | Elnök            |
| -------------- | ---------------- |
| 1970 – 1979    | Csillag Ferenc   |
| 1979 – 1988    | Gedai István     |
| 1988 – 1994    | Fitz Jenő        |
| 1994 – 2005    | Bakos Miklós     |
| 2005 – 2020    | Torbágyi Melinda |
| 2020 –         | Pallos Lajos     |

#### A Társulat tiszteletbeli elnökei
| Hivatali ideje | Elnök            |
| -------------- | ---------------- |
| 1902 – 1912    | Szivák Imre      |
| 1913 – 1918    | Dessewffy Miklós |
| 1921 – 1924    | Kilényi Hugó     |
| 1929 – 1945    | Hóman Bálint     |
| 1985 – 1987    | Huszár Lajos     |
| 1991 – 1993    | Antall József    |

## Tevékenysége

### A Társulat publikációi

#### Folyóiratok
- Acta Numismatica Hungarica online periodika (2019–)
- A Magyar Numizmatikai Társulat Évkönyve (1970–1982)
- Az Érem (1922–1942, 1955–)
- Numizmatikai Közlöny (1902–)

#### Önálló kiadványok
- Weszerle József hátrahagyott érmészeti táblái (1911)
- Alföldi András: A Kontorniát-érmek (1944)
- Louis Huszár: Attila dans la numismatique (1947)
- Ambrus Béla: Magyarország papírpénzei (1949)
- Magyar Éremhatározó (1958–)
- Huszár Lajos: Corpus Nummorum Hungariae III. Habsburgházi királyok pénzei 1526–1657 (1975)
- Emlékezés a 650 éves Körmöcbányára (1980)
- Luczenbacher János: A’ szerb zsupánok, királyok és czárok pénzei. Hasonmás kiadás. (1985)
- Soós Ferenc: A magyar fémpénzek feliratai és címerei (1998), 2. kiadás (2014)
- Leányfalusi Károly: Bács-Kiskun megye numizmatikai bibliográfiája (1999)
- L. Kovásznai Viktória: Fejezetek a magyar éremművészet történetéből (1999)
- Emlékkönyv Bíró-Sey Katalin és Gedai István 65. születésnapjára (1999)
- Száz éves a Magyar Numizmatikai Társulat 1901–2001 (2001)
- Soós Ferenc: Magyar numizmatikusok panteonja (2010)

## Kapcsolódó szócikk
- Magyar Pénzmúzeum és Látogatóközpont
- Érme
- A pénz története
- A pénzérmék története